# Mariensequenz aus Muri
Das lateinische Ave praeclara maris stella des Reichenauer Mönchs Hermann Contractus (1013–1054) ist Grundlage des mittelhochdeutschen Textes der Mariensequenz aus Muri (Kloster Muri in der Schweiz). Maria wird hier dargestellt als Jungfrau, Mutter und Fürbitterin vor Gott. Die Mariensequenz ist um 1180 entstanden.